# Tagliata (Costa Serina)
Tagliata è una località abitata del comune bergamasco di Costa Serina.

## Località
Tagliata è raggiungibile dal capoluogo da una regolare strada provinciale.
Quando la disarmonica organizzazione amministrativa bergamasca di retaggio veneto fu definitivamente integrata dell’ordinato sistema municipale lombardo dai tedeschi nel 1815, in un primo momento Tagliata fu elevata al rango di comune. Dopo solo due anni tuttavia, fu finalmente annessa a Costa Serina.